# 货物运输保险
货物运输保险承保货物在运输过程中遭遇的自然灾害和意外事故而遭受的损失，主要包括国内货物运输保险和海上货物运输保险两种。